# 건설워커 랭킹
건설워커 랭킹은 월간 건설사 순위차트로, 국내 건설기업들의 취업선호도와 관심도를 비교하기 위해 2002년 6월에 도입되었다. 원래 명칭은 '건설사 취업인기순위'이다. 국토교통부, 한국건설기술인협회와 연동서비스를 제공하고 있다.

## 순위선정 기준
건설워커는 구인정보 조회수, 키워드 검색량, 기업DB조회수, 회원투표결과 등 이용자 빅데이터를 종합적으로 평가하여, 각 건설사의 순위를 매긴다.
순위는 종합건설, 전문건설, 엔지니어링·CM·감리, 건축설계·CM·감리, 인테리어(실내건축)으로 총 5개 부문으로 나눠 평가하고, 선정한다. 종합건설 부문은 토건 시공능력평가 순위와 브랜드파워 등을 고려해 유의미한 데이터가 축적된 80개 건설사를 대상으로 순위를 매긴다. 다른 부문의 경우 자체 빅데이터를 활용하며 비회원사의 경우 유의미한 데이터 부족으로 평가대상에서 제외될 수 있다. 구인정보 등록시점, 기업이미지, 브랜드 인지도, 업계평판, 근로조건(연봉, 복리후생) 등 채용마케팅 요소들이 순위변수로 작용한다.

## 인기순위와 시공순위
건설워커 랭킹은 월간 건설사 취업인기순위이며, 건설기업에 대한 구직자들의 취업선호도와 관심도를 측정하는 방법이다. 국토교통부가 공시하는 시공능력평가액 순위와는 다른 개념이지만 공신력 있는 자료로서 주요 언론이 이를 인용, 기사화하고 있다. 또한 해당기업들도 홍보자료로서 적극 활용하고 있다.

## 시공능력평가순위
시공능력평가액과 그 순위는 정부가 직접 매기는 '건설업계 성적표'에 해당한다. 시공능력평가제도는 국토교통부가 전국 건설업체를 대상으로 전년도 공사실적, 경영 및 재무상태 기술능력 신인도 등을 종합적으로 평가하여, 각 업체가 1건 공사를 수행할 수 있는 능력을 금액(시공능력평가액)으로 환산한 뒤 매년 7월 말 공시하는 제도다. 발주자는 평가액을 기준으로 적정한 건설업체를 선정하는데 참고할 수 있다. 또 조달청에서는 등급별 유자격자명부, 도급하한제 근거로 활용한다.
- 법적근거(건설산업기본법 제23조 및 규칙 제22조~제25조)

## 같이 보기
- 대한건설협회
- 국토교통부
- 시공능력평가제도
- 건설워커